# Jean-Baptiste Mémineau
Jean-Baptiste Mémineau est un homme politique français né le 3 juin 1746 à Confolens (Charente) et mort le 28 juin 1845 à Saint-Maurice-des-Lions (Charente).

## Biographie
Notaire à Confolens, administrateur du directoire du département, puis sous-préfet de Confolens en 1800, il est député de la Charente en 1815, pendant les Cent-Jours.